# Dejnarchos
Dejnarchos (ur. ok. 360 p.n.e., zm. ok. 290 p.n.e.) – pochodzący z Koryntu polityk i mówca ateński. Był synem Sostartesa (Sokratesa). Zaliczany do kanonu dziesięciu mówców, jednocześnie już starożytni uważali, że jego oratorska twórczość wyznacza początek upadku attyckiej sztuki krasomówczej. 
Do Aten przybył w wieku nieco ponad 20 lat. Uczył się u Teofrasta, później został jego przyjacielem. Był metojkiem, nie mógł więc występować przed eklezją, areopagiem czy heliają. Pisał za opłatą mowy sądowe klientom i trudnił się zawodowo logografią. Związał się ze stronnictwem promacedońskim. Ściśle współpracował z Ajschinesem i Demetriuszem z Faleronu. Popularność zdobył podczas skandalu związanego z przywiezionym do Aten w 324 p.n.e. przez Harpalosa, zbiegłego skarbnika Aleksandra Macedońskiego, wielkim majątkiem pochodzącym z łupów zdobytych podczas podboju Azji. Ateńczycy, pomimo sprzeciwów niektórych polityków, m.in. Demostenesa, przyjęli skarb w depozyt. Opiekę nad nim sprawowali m.in. Demostenes i Demades. Po kilku miesiącach zostali oni oskarżeni o defraudację części majątku. Nie wszyscy oskarżyciele publiczni byli, jak Hyperejdes, mówcami. Dejnarchos napisał mowy oskarżycielskie jednemu, lub może nawet kilku z nich. Zyskały one duże uznanie. 
W czasie odrodzenia nastrojów niepodległościowych po śmierci Aleksandra Wielkiego (323 p.n.e.) Dejnarchos zajmował konsekwentnie promacedońską postawę. Po pokonaniu zbuntowanych Greków przez Antypatra w wojnie lamijskiej, został macedońskim namiestnikiem w Koryncie. Podlegał mu cały Peloponez. Mimo że jego stanowisko było oznaką macedońskiego protektoratu i końca wolnej Hellady, Dejnarchos zebrał od Greków przychylne opinie za umiar w sprawowaniu swej funkcji. Po powrocie do Aten współpracował z Demetriuszem z Faleronu, archontem, mianowanym przez Macedończyków. Zdobycie Aten przez Demetriusza Poliorketesa w 307 p.n.e. i formalne przywrócenie demokracji zapoczątkowało okres niepowodzeń w życiu Dejnarchosa. Został skazany na śmierć, udało mu się uciec do Chalkis na Eubei. Około 292 p.n.e., dzięki staraniom wpływowego Teofrasta, uzyskał pozwolenie na powrót do Attyki. Zmarł w Atenach około 290 p.n.e.
Z mów Dejnarchosa zachowały się tylko trzy. W I w. p.n.e. Dionizjusz z Halikarnasu w Uwagach o starożytnych oratorach wymienia 87 mów przypisywanych Dejnarchosowi, z tego 60 uznaje za autentyczne. Porównując je z mowami innych attyckich oratorów, wyraża o nich niepochlebną opinię, zarzucając autorowi plagiaty z innych mówców, posługiwanie się obelgami. Wytyka im brak zręczności i polotu. Z zachowanych mów wynika, że negatywna ocena Dionizjusza nie była przesadzona. Wszystkie zachowane mowy: Przeciwko Demostenesowi, Przeciwko Aristogejtonowi, Przeciwko Filoklesowi, dotyczą procesów związanych ze sprawą skarbu Harpalosa.